# 卡爾·齊曼
卡爾·齊曼（Karel Zeman，1910年11月3日—1989年4月5日）是捷克的電影導演、藝術家、製作設計師和動畫師，他因執導將實景真人與動畫結合的奇幻電影而聞名。由於他在電影中特殊效果與動畫的創新運用，經常被譽為「捷克的梅里愛」。

## 生平

### 早年
齊曼於1910年11月3日出生在奧匈帝國時期的奧斯特羅默（靠近新帕卡）。在父母的堅持下，他在科林完成了商業中學的學業。1920年代，他進入法國的一所廣告學校學習，並在馬賽的一家廣告工作室工作至1936年。正是在法國工作期間，他首次接觸動畫，曾為一則香皂廣告製作動畫影像。此後，他訪問了埃及、南斯拉夫和希臘，隨後返回捷克斯洛伐克，為巴塔鞋業和太脱拉等捷克公司製作廣告。
1939年，齊曼計畫在卡薩布蘭卡長期停留，但因納粹德國建立波希米亞和摩拉維亞保護國無法辦理必要文件，導致他被迫留在祖國。第二次世界大战期間，他擔任布爾諾一家服務中心的廣告主管。期間，電影導演艾爾瑪·克洛斯在布爾諾舉辦拍攝櫥窗設計比賽的新聞短片比賽，齊曼在此競賽中獲勝而受到關注，克洛斯隨後邀請他加入茲林動畫工作室。儘管他的妻子和孩子已定居布爾諾，齊曼進行權衡後，於1943年接受了這一職位。
在茲林的生活，齊曼成為捷克動畫先驅赫米娜·提爾洛娃的助手，並於1945年擔任定格動畫製作團隊的導演。同年，他與博日沃伊·澤曼合作完成了第一部短片《聖誕夢》（Vánoční sen）。該片透過動畫木偶與實景真人的結合。

### 動畫導演
《聖誕夢》之後，齊曼獨立創作了一系列以木偶角色普羅考克先生為主角的諷刺動畫短片。這些作品取得了極大成功，普羅考克先生也成為捷克民眾喜愛的經典角色之一。齊曼在面對如何利用玻璃進行動畫製作的挑戰時，創作了短片《靈感》（Inspirace、1948年）。這部無對白的詩意愛情故事透過玻璃雕塑動畫表現，成為他創新風格的代表作。
1950年，齊曼創作了改編自卡雷尔·波罗弗斯基諷諭詩的半小時短片《拉夫拉國王》（Král Lávra、1950年），並因此獲得國家獎項。1952年，他完成了首部長片《鳥島的寶藏》（Poklad ptačího ostrova）。從1955年起，齊曼推出了一系列真人與動畫結合的長篇電影，這些代表作包括：
- 《史前之旅（英语：Journey_to_the_Beginning_of_Time）》 (Cesta do pravěku、1955年)：靈感源自儒勒·凡爾納的《地心歷險記》，並受到捷克畫家茲德涅克·布里安（英语：Zdeněk_Burian）的作品啟發。 1966年，該片經過部分重製後，以《時光起源之旅》為名在美國上映。
- 《毀滅的發明（英语：Invention_for_Destruction）》 (Vynález zkázy、1958年)：改編自凡爾納的《惡魔的發明》，採用模仿凡爾納小說原版插圖的視覺風格。
- 《閔希豪森男爵（英语：The_Fabulous_Baron_Munchausen）》 (Baron Prášil, 1961年)：致敬閔希豪森男爵，借鑒畫家古斯塔夫·多雷的版畫藝術。
- 《瘋人的編年史（英语：A Jester's Tale）》 (Bláznova kronika、1964年)：以三十年戰爭為背景，視覺風格深受马特乌斯·梅里安的影響。[12]
- 《被盜的飛艇（英语：The_Stolen_Airship）》 (Ukradená vzducholoď、1966年)：融合凡爾納的《十五少年漂流記》和《神秘島》，並加入新藝術風格和1891年布拉格百年博覽會（英语：General_Land_Centennial_Exhibition）的元素。[13]
- 《彗星上的人（英语：On_the_Comet）》 (Na kometě、1970年)：改編自凡爾納的《海克托爾·塞爾瓦達克（英语：Off_on_a_Comet）》，是一部反戰的奇幻電影。

1961年，齊曼擔任第二屆莫斯科國際電影節和1971年第七屆莫斯科國際電影節的評審。1970年，捷克斯洛伐克政府授予他「國家藝術家」稱號。

### 晚年
在真人與動畫結合電影後，齊曼轉向更經典的動畫形式，製作了七部以水手辛巴达為主角的短片，並將其擴展為長片《水手辛巴達歷險記》（1974年）。他的最後兩部作品是改編自奧飛·普思樂小說《鬼磨坊》的《魔法師的學徒》（Čarodějův učeň、1977年）和《約翰和瑪麗的故事》（Pohádka o Honzíkovi a Mařence，1980年）。同年，為慶祝澤曼70歲生日，捷克總統古斯塔夫·胡萨克在1980年授予他共和國勳章。
他的最後兩部作品是《Krabat – The Sorcerer's Apprentice》（Čarodějův učeň、1977年）和《揚奇克與瑪仁卡的童話》（Pohádka o Honzíkovi a Mařence、1980年）。為慶祝他70歲生日，捷克總統古斯塔夫·胡薩克授予他共和國勳章。
1989年4月5日，齊曼在哥特瓦爾多夫（今茲林）去世。同年，捷克爆發了天鵝絨革命。

## 遺產
卡爾·齊曼的作品對捷克動畫師楊·斯凡克梅耶產生了重要影響，同時也深深啟發了電影導演特里·吉列姆。吉列姆曾評論澤曼道：「他實現了我一直努力嘗試的目標——將真人與動畫相結合。他那具有多雷風格的背景畫面實在令人讚嘆。」此外，導演提姆·波頓也高度讚揚澤曼的創作過程，稱其為「極具啟發性」，並指出澤曼與雷·哈利豪森是他在定格動畫和手工質感方面的重要靈感來源。雷·哈利豪森本人也在訪談中表達了對澤曼的欽佩，而導演魏斯安德森的電影則多次向澤曼的作品致敬。
電影史學家喬治薩杜爾將澤曼譽為「第八藝術——動畫」的開拓者，並評論道：
他不僅以無限的耐心和熱情，而非巨額預算，創造出那些充滿「純真發明」之美的作品，還以獨特的天真與巧妙的幻想令人聯想到這位早期電影大師。儘管在思想深度上不如伊裏·特恩卡，但他在藝術表現上與其旗鼓相當。他展現出非凡的創作熱情，擁有對巴洛克式奇異風格與詩意幽默的絕妙掌握。
2010年，倫敦巴比肯中心的策展人在動畫展中表示：「儘管澤曼的國際知名度不足，但他的影響力無可爭議，是動畫史上最偉大的藝術家之一。」
2012年，卡雷爾澤曼博物館在布拉格查理大桥附近開幕。

## 作品列表

### 長篇動畫
- 《鳥島的寶藏（英语：The_Treasure_of_Bird_Island）》（Poklad ptačího ostrova、1952年）
- 《史前之旅（英语：Journey_to_the_Beginning_of_Time）》 (Cesta do pravěku、1955年)
- 《毀滅的發明（英语：Invention_for_Destruction）》 (Vynález zkázy、1958年)
- 《閔希豪森男爵（英语：The_Fabulous_Baron_Munchausen）》 (Baron Prášil、1961年)
- 《瘋人的編年史（英语：A Jester's Tale）》 (Bláznova kronika、1964年)
- 《被盜的飛艇（英语：The_Stolen_Airship）》 (Ukradená vzducholoď、1966年)
- 《彗星上的人（英语：On_the_Comet）》 (Na kometě、1970年)
- 《水手辛巴達歷險記（英语：Adventures_of_Sinbad_the_Sailor）》（1974年）
- 《魔法師的學徒（英语：Krabat – The Sorcerer's Apprentice）》（Čarodějův učeň、1977年）
- 《約翰和瑪麗的故事（英语：The_Tale_of_John_and_Mary）》（Pohádka o Honzíkovi a Mařence，1980年）

### 短篇動畫
- 《聖誕夢（英语：A_Christmas_Dream）》（Vánoční sen、1945年）
- 《倉鼠》 (Křeček、1946年)
- 《幸運的馬蹄鐵（英语：Mr._Prokouk）》 (Podkova pro štěstí、1946年)
- 《官僚普羅庫克先生（英语：Mr._Prokouk）》 (Pan Prokouk ouřaduje、1947年)
- 《志願工作》 (Brigády、1947年)
- 《誘惑中的普羅庫克先生（英语：Mr._Prokouk）》 (Pan Prokouk v pokušení、1947年)
- 《拍攝中的普羅庫克先生（英语：Mr._Prokouk）》 (Pan Prokouk filmuje、1948年)
- 《靈感》 (Inspirace、1948年)
- 《發明家的普羅庫克先生（英语：Mr._Prokouk）》 (Pan Prokouk vynálezcem、1949年)
- 《拉夫拉國王》 (Král Lávra、1950年)
- 《動物之友普羅庫克先生（英语：Mr._Prokouk）》 (Pan Prokouk, Přítel zvířátek、1955年)
- 《偵探普羅庫克先生（英语：Mr._Prokouk）》 (Pan Prokouk detektivem、1958年)
- 《雜技演員普羅庫克先生（英语：Mr._Prokouk）》 (Pan Prokouk akrobatem、1959年)
- 《水手辛巴達的冒險（英语：Adventures_of_Sinbad_the_Sailor）》 (Dobrodružství námořníka Sindibáda、1971年)
- 《水手辛巴達的第二次航行（英语：Adventures_of_Sinbad_the_Sailor）》 (Druhá cesta námořníka Sindibáda、1972年)
- 《巨人之地：辛巴達的第三次航行（英语：Adventures_of_Sinbad_the_Sailor）》 (V zemi obrů. Třetí cesta námořníka Sindibáda、1973年)
- 《磁山：辛巴達的第四次航行（英语：Adventures_of_Sinbad_the_Sailor）》 (Magnetová hora. Čtvrtá cesta námořníka Sindibáda、1973年)
- 《飛毯：辛巴達的第五次航行（英语：Adventures_of_Sinbad_the_Sailor）》 (Létající koberec. Pátá cesta námořníka Sindibáda、1973年)
- 《海之蘇丹：辛巴達的第六次航行（英语：Adventures_of_Sinbad_the_Sailor）》 (Mořský sultán. Šestá cesta námořníka Sindibáda、1974年)
- 《被馴服的惡魔：辛巴達的第七次航行（英语：Adventures_of_Sinbad_the_Sailor）》 (Zkrocený démon. Sedmá cesta námořníka Sindibáda、1974年)

## 外部連結
- Karel Zeman在互联网电影资料库（IMDb）上的資料（英文）
- Karel Zeman filmography （波蘭語）
- 卡爾·齊曼：動畫電影天才 （页面存档备份，存于）在SME.sk（英语：SME (newspaper)）的文章 （斯洛伐克語）
- Gallery of Czech stop-action animation including clips from The Fabulous World of Karel Zeman.
- A Strange Introduction to Karel Zeman: The Czech Visionary (TCM Movie Morlocks) Archive.today的存檔，存档日期2013-01-29
- [https://karelzemanmuseum.org/ （页面存档备份，存于） 卡爾·齊曼博物館官方網站